# Histoire des Juifs en Grèce

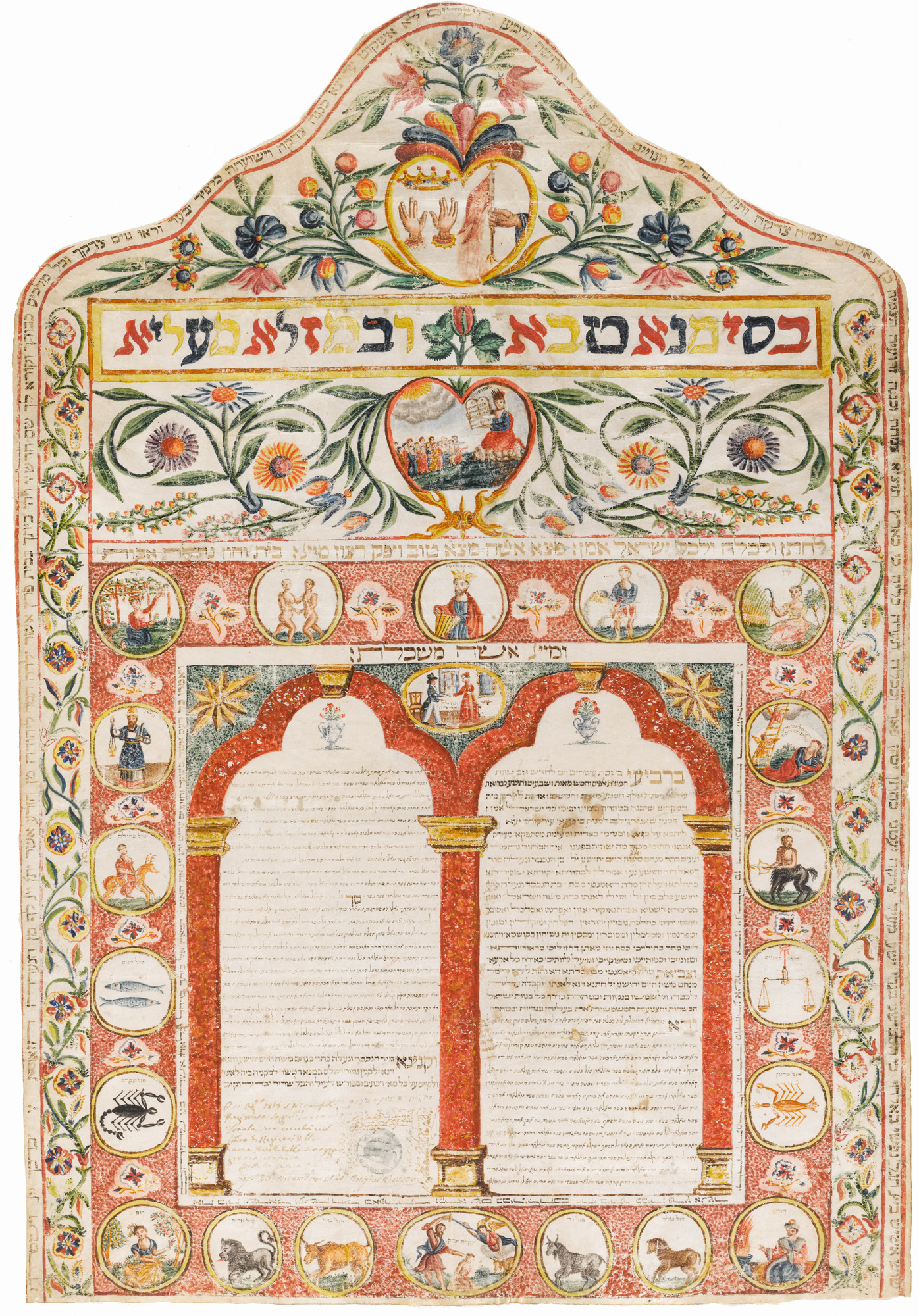
Ketubah (contrat de mariage juif) de 1819, provenant de Corfou. Musée d'Israël, Jérusalem.

Les Juifs en Grèce sont présents dans ce pays depuis au moins le VIe siècle av. J.-C. Les plus anciens membres de cette communauté sont les Romaniotes, également appelés les juifs grecs de langue yévanique et suivant le Talmud de Jérusalem. Ils sont ultérieurement rejoints par des séfarades de langue judéo-espagnole et de rite ladino, et par des ashkénazes de langue yiddish, suivant le Talmud de Babylone.
La communauté juive s'est développé progressivement, avec un saut quantitatif important à la suite de l'expulsion des Juifs d'Espagne en 1492, dont un nombre important cherchera refuge en Grèce. À la veille de la Première Guerre mondiale, la communauté juive comte compte environ 100 000 personnes , dont pas moins de 80 000 pour la seule ville de Thessalonique, dans le nord du pays. Ils occupent une place de premier plan dans l'économie du pays. Après la chute de l'Empire ottoman, des pogroms touchent les Juifs de Thessalonique à partir de 1932, et près de 40 000 d'entre eux émigrent. 
L'invasion et l'occupation de la Grèce par l'Allemagne nazie conduira à l'extermination de la plus grande partie des Juifs encore en Grèce. L'après-guerre verra le retour d'un nombre limité de Juifs grecs, et l'émigration de nombre d'entre eux, principalement vers Israël et les États-Unis. En 2020, on comptait quelque 7 000 Juifs dans le pays.

## Origines

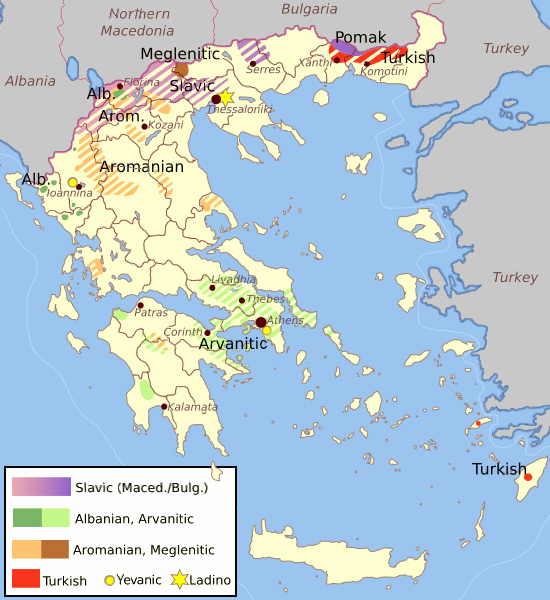
Les principales communautés juives de Grèce dans la première moitié du XXe siècle : Romaniotes à Yanina, Séfarades à Salonique ; ceux d'Athènes, beaucoup plus diversifiés, ne sont pas figurés.

Les premiers Juifs romaniotes — qui ne sont ni ashkénazes ni séfarades — sont attestés au VIe siècle av. J.-C. Leur histoire est très peu étudiée. À partir de la fin du XVe siècle, les séfarades, expulsés d’Espagne et du Portugal s'installent en Grèce, principalement à Salonique. Ils diffusent leur langue, le judéo-espagnol, aux autres Juifs qui parlaient auparavant le yévanique. Par ailleurs, entre le XIe et le XIVe siècle, des Ashkénazes fuyant les persécutions arrivent en Grèce, et adoptent eux aussi le judéo-espagnol et le rite ladino. Au début des années 1910, la Grèce comptait quelque 100 000 juifs, dont l'immense majorité est à Salonique. En effet, quand cette ville est rattachée au Royaume de Grèce en 1912, plus de la moitié de la population de la ville est juive, soit 80 000 personnes, et le reste de la Grèce ne compte donc que 20 000 juifs.
D'autres communautés juives se trouvent dans des îles grecques comme Corfou ou Céphalonie, mais aussi en Épire (à Ioaninna), dans le Péloponnèse… Ces communautés parlent le grec et ont absorbé les éléments venus d'Italie ou d'Espagne. La communauté juive d’Athènes ne compte que quelques centaines de membres au début du XXe siècle. C'est en fait une communauté très récente. Les Romaniotes et les Séfarades restent longtemps séparés mais progressivement les seconds finissent par absorber les premiers.

## Première partie duXXesiècle
Dans la première partie du XXe siècle, Salonique est « le cerveau et le cœur » du séfaradisme. En 1912, le centre-ville est entièrement juif. Les enseignes sont écrites en langue hébraïque. Les Juifs sont à la tête des grandes entreprises industrielles et commerciales. Il en est de même dans plusieurs autres centres du pays comme Arta, Ioánnina, Prévéza, alors que dans les îles, ils partagent la pauvreté des autres habitants.

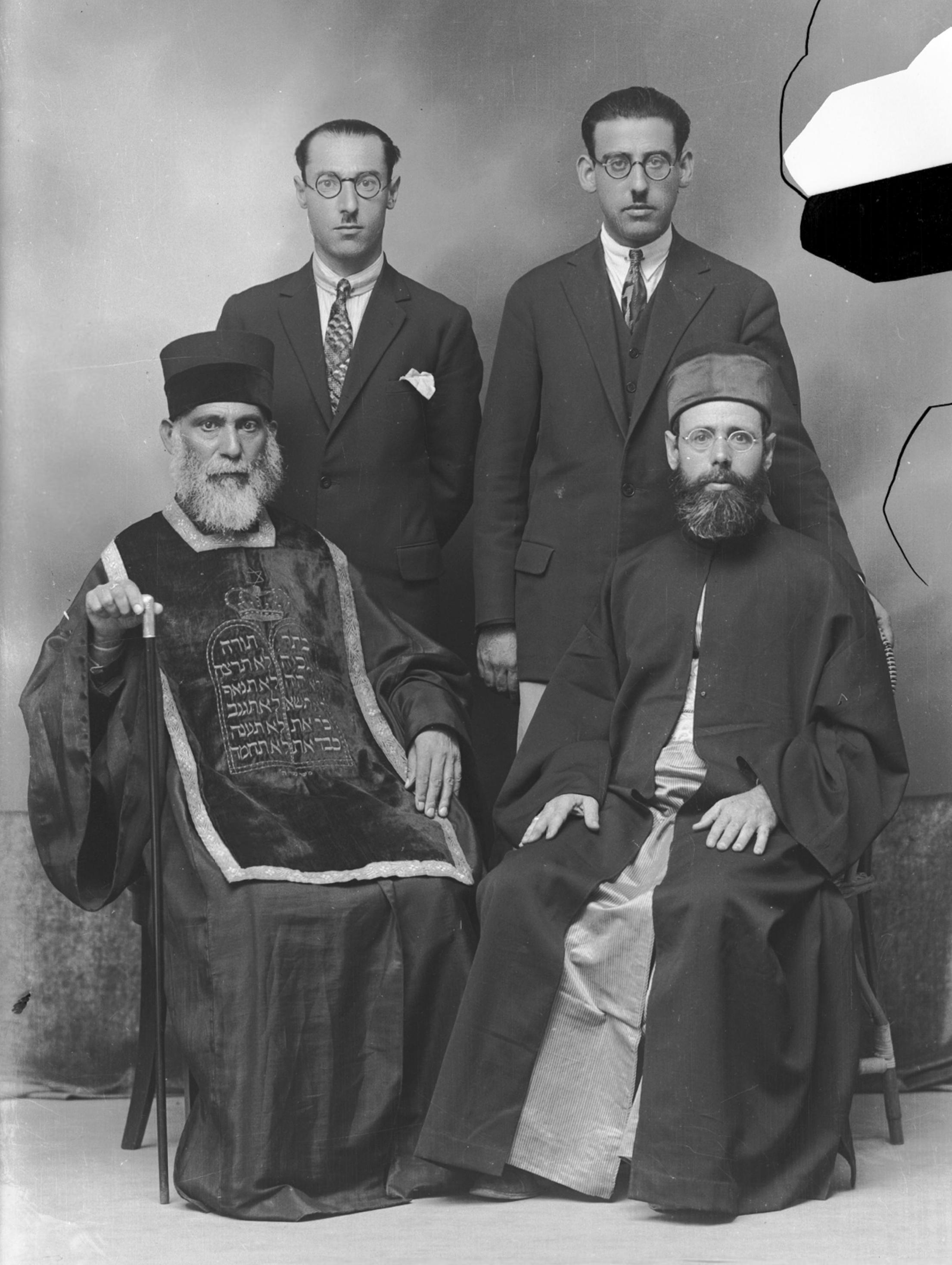
Rabbins et membres de la communauté romaniote de Volos. (Avant 1940)

Dès les débuts du XXe siècle, les Juifs de Salonique commencent à émigrer, en 1908 tout d'abord où pour fuir la conscription militaire ottomane instaurée par la révolution Jeunes-Turcs : près de 8 000 Juifs s'en vont aux États-Unis ; en 1912-1913, après les guerres balkaniques, c'est une nouvelle d'émigration quand beaucoup de commerçants juifs s'installent à Constantinople.
Les lois grecques de 1882 et de 1914 permettent aux communautés juives de s'organiser, de chômer le samedi (jour du shabbat) et les jours fériés juifs, de prélever des taxes sur les produits casher, d'utiliser pour les livres de compte le judéo-espagnol ou le français, la langue de l'éducation à Thessalonique — ce nom étant redonné par les Grecs à Salonique après l'annexion de la ville.
L'annexion de Salonique par la Grèce a comme conséquence la formation de nombreux partis politiques juifs comme un parti socialiste, et un parti sioniste qui défend l'internationalisation de la ville. En 1917, un incendie détruit le centre-ville de Thessalonique : les écoles, les synagogues sont ravagées par le feu. Les bâtiments emblématiques de la ville sont réduits à néant. Une partie de la population se retrouve paupérisée.
Le gouvernement grec de Venizelos cherche par ailleurs à assimiler les minorités. En raison de leur résistance, les Juifs de Salonique sont l'objet d'une politique clairement antisémite. Une ligue antijuive sera même fondée en 1930. À partir de 1923, les Juifs de Salonique devaient voter dans un secteur séparé de la ville. En conséquence, ils boycottèrent les élections. Les plus riches choisirent de quitter la ville. Le chômage augmente. Toujours en 1923, le gouvernement abolit le privilège du repos du shabbat pour le remplacer par le repos dominical obligatoire.
La crise de 1929 touche les diverses industries de la ville. La communauté juive se divise alors entre « alliancistes » qui acceptent l'assimilation à la Grèce, et sionistes qui la refusent. La presse antisémite accuse tantôt les Juifs d'être des communistes rêvant d'instaurer une terreur rouge, tantôt d'être des capitalistes s'enrichissant aux dépens du peuple grec paupérisé : thèmes classiques de l'antisémitisme européen de l'entre-deux guerres. L'agitation antisémite est à l'origine d'un pogrom en 1931, lorsque des milices d’extrême droite grecques s’en prennent aux juifs relogés dans un quartier de Thessalonique au bord de la mer,. Les responsables des violences sont acquittés par la justice. Le pogrom a comme conséquence un exil important des Juifs. Entre 1932 et 1934, près de 10 000 d'entre eux émigrent en Palestine. Entre 1902 et 1934, près de 40 000 Juifs ont donc quitté Salonique. La population juive de la ville se réduit mais représente encore 20 % de l'économie de la ville en 1935.
Le coup d’État de Ioannis Metaxas en 1936 met en place un régime monarchiste, nationaliste de droite et dictatorial, qui va censurer la presse et toutes les formes d'expression artistique, mais qui est aussi pro-Allié et réprime les manifestations antijuives. Cependant l'hellénisation forcée de l'éducation lancée depuis plusieurs années appauvrit la culture juive. Le tirage des journaux juifs en français et en judéo-espagnol diminue. 

## L'extermination des Juifs de Grèce
En 1940, l'Italie fasciste déclare la guerre à la Grèce, qui repousse l'offensive italienne, mais, en 1941, l'armée allemande envahit le pays, qui est ensuite partagé entre Allemands, Italiens et Bulgares. Allemands et Bulgares occupent la Macédoine où se trouve la ville de Salonique dans laquelle vivent 56 000 des 79 950 Juifs que compte la Grèce. Environ 60 000 juifs grecs ont été assassinés par les nazis, soit 83 % de leur population d’avant-guerre.

### À Thessalonique

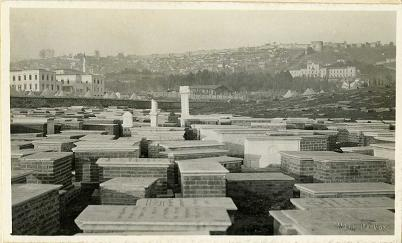
L'ancien cimetière juif de Thessalonique. Photo Merl LaVoy, vers 1914-1918.

À Salonique, les Allemands interdisent tous les journaux juifs et publient un journal antisémite en langue grecque. Après l'arrestation des membres du conseil communal et le pillage des archives communautaires, ils désignent comme président de la communauté Saby Saltiel. Mi-juin, les nazis confisquent de nombreux livres, documents et rouleaux de la Torah à la communauté. Le 11 juillet 1942, les hommes juifs doivent se rassembler dans le centre-ville. Ils sont soumis à des humiliations devant tous. Peu de temps après deux mille d'entre eux sont envoyés en travaux forcés dans les régions voisines. Le conseil communautaire essaie alors de les racheter. Max Merten, le Kregsverwaltungrat, demande la somme de 2 500 milliards de drachmes. Un peu moins de la moitié de la somme est réunie, ce qui permet la libération des Juifs internés. En décembre 1942, le cimetière juif de Salonique est profané et détruit.
Le 6 février 1943, Dieter Wisliceny et Aloïs Brunner de la RSHA arrivent à Thessalonique pour organiser la déportation. Après avoir obligé les dirigeants juifs à établir une liste des Juifs de la ville, ils établissent trois ghettos où ils entassent les Juifs dont ils confisquent les biens. Les maisons juives laissées à l'abandon sont immédiatement pillées.
Le 15 mars 1943, le premier train part pour Auschwitz. Cette déportation suscite de nombreuses protestations parmi les personnalités de Grèce dont l'archevêque d'Athènes Damascène Papandréou, mais rien n'y fait. Pour diminuer le nombre de victimes, des popes délivrent des certificats de baptême mais les déportations se succèdent jusqu'en août 1943. À ce moment-là 48 533 juifs ont été déportés dont 37 787 gazés dès leur arrivée. Beaucoup d'autres meurent par la suite dans la partie camp de concentration d'Auschwitz. Fin août 1943, la ville de Thessalonique est déclarée Judenrein.
Entre 3 000 et 5 000 Juifs sont parvenus à s'enfuir de la ville vers la zone italienne principalement. Plus de 800 d'entre eux ont rejoint début 1943 l'ELAS, mouvement de résistance communiste opérant dans les montagnes.

### Dans les autres régions de Grèce
Sous contrôle italien, il n'y a pas de déportation de Juifs dans le Sud de la Grèce. Dès lors, des milliers des Juifs quittent la zone allemande pour se réfugier dans la zone italienne. Mais en septembre 1943, les Italiens évacuent la Grèce et les Allemands prennent leur place. Ils désignent le Grand-rabbin Eliahou Barzilay président de la communauté d'Athènes. Il choisit de brûler les registres communautaires et de se sauver avec sa famille. En octobre, beaucoup de Juifs refusent d'obéir à l'ordre allemand de s'enregistrer et se cachent. Certains parviennent à quitter la Grèce et à rejoindre la Palestine en abordant d'abord la Turquie dans de petites embarcations. Le sauvetage des Juifs d'Athènes a été possible grâce au chef de la police de la ville, Angelos Evert qui a délivré aux Juifs de nouvelles cartes d'identité en changeant les patronymes « à consonnance » et à l'archevêque d'Athènes Damascène Papandréou qui a ordonné aux popes de distribuer des certificats de baptême (lui-même en a distribué environ 400). Les Églises et des paroissiens ont, au péril de leurs vies, caché de nombreux juifs. Toutefois, 800 Juifs, qui avaient obéi aux ordres et s'étaient fait enregistrer auprès des autorités allemandes, sont déportés en mars 1944.
Dans les autres villes, beaucoup peuvent se sauver grâce à l'aide des chrétiens ou des laïcs. En Thessalie, la majorité des 2 000 Juifs rejoint la résistance dans les montagnes. Mais 8 700 Juifs sont cependant déportés entre mars et juin 1944, dont les 1 700 Juifs de Rhodes déportés en juillet 1944 par suite de l'occupation allemande du Dodécanèse. Seulement 151 Juifs rhodiens ont survécu.
En Thrace, contrôlée par la Bulgarie, 4 200 juifs sont rassemblés, remis aux Allemands puis déportés à Treblinka.
En Crète, 263 Juifs sont emprisonnés le 29 mai 1944. Onze jours plus tard, ils sont contraints, sous la menace d’armes à feu, de descendre dans la cale d’un cargo grec, le Tanais, qui se dirige vers le Pirée. Près de Santorin, un sous-marin britannique tire deux torpilles et coule le Tanais, tuant tout le monde à bord. Seule, une demi-douzaine de Juifs crétois ont pu échapper à la rafle du 29 mai. Après la guerre, l'amirauté britannique a certifié que l'équipage du sous-marin ignorait la présence sous le pont de prisonniers de guerre grecs et italiens, ainsi que des 263 déportés, et pensait que le Tanais était piloté par un équipage de la Kriegsmarine. Mais les précédents du Cap Arcona, du Struma, du Mefküre et de quelques autres, rendent dubitatifs les anciens des organisations sionistes (Yichouv, Lehi, Irgoun) qui craignent que les autorités britanniques n'aient tout tenté, et même le pire, pour tarir le flux d'entrées en Palestine de réfugiés juifs fuyant la Shoah. 

## Après 1945
Sur l'ancien cimetière juif de Salonique a été édifiée l'université Aristote de Thessalonique. Aucune plaque commémorative ne signale la destruction du cimetière,. Les communautés juives ont pratiquement disparu. En 2015 la communauté romaniote de Ioannina (Janina) ne compte plus qu'une trentaine de membres, celle de Volos 104 membres, celle de Chalcis en Eubée, beaucoup plus vivante regroupe 35 familles. Toutefois, le 2 juin 2019, le professeur Moses S. Elisaf, responsable de la minuscule communauté juive d’Ioannina est élu maire de la ville, probablement le tout premier Juif de l’histoire moderne du pays à prendre la tête d’une municipalité.

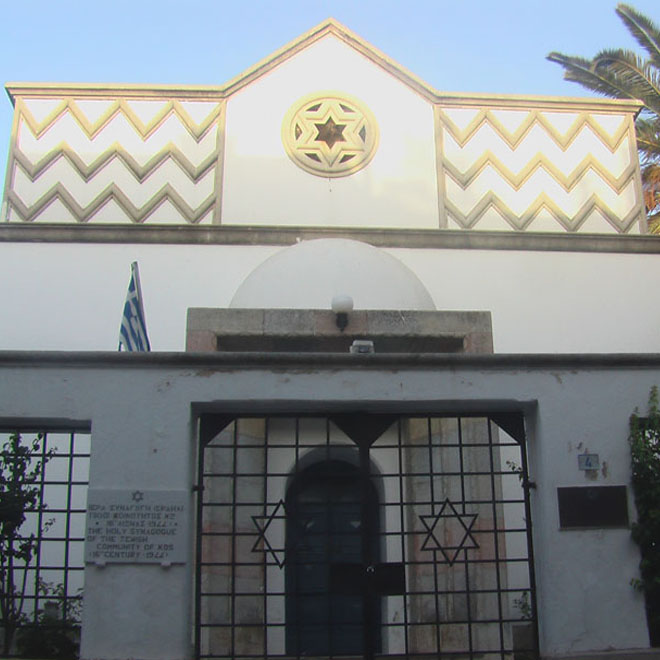
Synagogue de l'île de Kos, en 2011.

Dans les années 2010, les départs de Juifs grecs augmentent de manière importante, en particulier vers Israël. La première raison évoquée est la mauvaise situation de l'économie grecque. La montée du parti d'extrême-droite Aube dorée n'est en revanche pas considérée comme un danger réel.
En juin 2017, le Premier ministre israélien Benjamin Netanyahou, le Premier ministre grec Alexis Tsipras et le président chypriote Níkos Anastasiádis consacrent un site pour construire un musée de l’Holocauste à Thessalonique.
Selon une étude de Pew Research menée de 2015 à 2017 et publiée en octobre, 76 % des personnes interrogées sont convenues que pour être « vraiment grec », il faut être chrétien. Environ 37 % des personnes interrogées dans une étude publiée par un groupe de réflexion local, Dianeosis, ont déclaré que le mot « "juif" signifiait quelque chose de négatif pour eux ». En 2019, une étude publiée par la fondation Heinrich-Böll montrait que 69 % des Grecs avaient des attitudes antisémites. En outre, de 2012 à 2019, des députés d'Aube dorée, parti néonazi, ont siégé au Parlement grec. En 2023, le gouvernement compte trois ministres qui ont tenu des propos antisémites par le passé.
Encore en mai 2018, des individus non identifiés ont détruit neuf pierres de marbre dans la section juive d’un cimetière historique d’Athènes. Le président de la communauté juive d’Athènes, le secrétaire général aux Affaires religieuses, George Kalantzis, le maire d’Athènes, George Kaminis et le secrétaire général aux droits de l’homme condamnent unanimement ce vandalisme. Le 13 mai, des représentants du gouvernement national et municipaux se joignent à la communauté juive pour protester silencieusement contre la violence, l’intolérance et le racisme.
En 2018, David Saltiel est le président de la communauté juive du pays. Fin janvier de la même année, le président israélien Reuven Rivlin pose à Thessalonique la première pierre d'un musée de l'Holocauste de 7 000 m2, encouragé par le gouvernement de gauche d'Alexis Tsipras et financé par l'Allemagne et la Fondation Stavros Niarchos. Après des retards pris dans la planification, le musée devrait ouvrir en 2026.
En 2023, quelque 5 000 juifs vivent en Grèce, principalement à Athènes.

### Juifs grecs célèbres
- Aaron-Abior, rabbin
- Gabrielle Carteris, actrice
- Albert Cohen poète, écrivain et dramaturge
- Róza Eskenázy, chanteuse
- Mordehai Frizis, colonel
- Zvi Koretz, rabbin
- Eliyahou Mizrahi, rabbin et savant
- Georges Moustaki, chanteur
- Michel Pablo, militant marxiste
- Michel Recanati, idem
- Amalia Vaka, chanteuse de musique grecque aux États-Unis
- Maurice Venezia, résistant
- Shlomo Venezia, écrivain